# Habitatge al carrer Santa Anna, 25 (Llagostera)
L'Habitatge del número 25 del carrer Santa Anna de Llagostera és un edifici urbà plurifamiliar en cantonada que incorpora els estils neoclàssic i romàntic i forma part de l'Inventari del Patrimoni Arquitectònic de Catalunya. Presenta a la façana i a les llindes d'algunes finestres baixos relleus de terra cuita de temàtica floral. El conjunt ha estat molt transformat i ha perdut gran part de la seva estructura formal originària.